# Hepatica (bướm đêm)
Hepatica  là một chi bướm đêm thuộc họ Erebidae.

## Hình ảnh

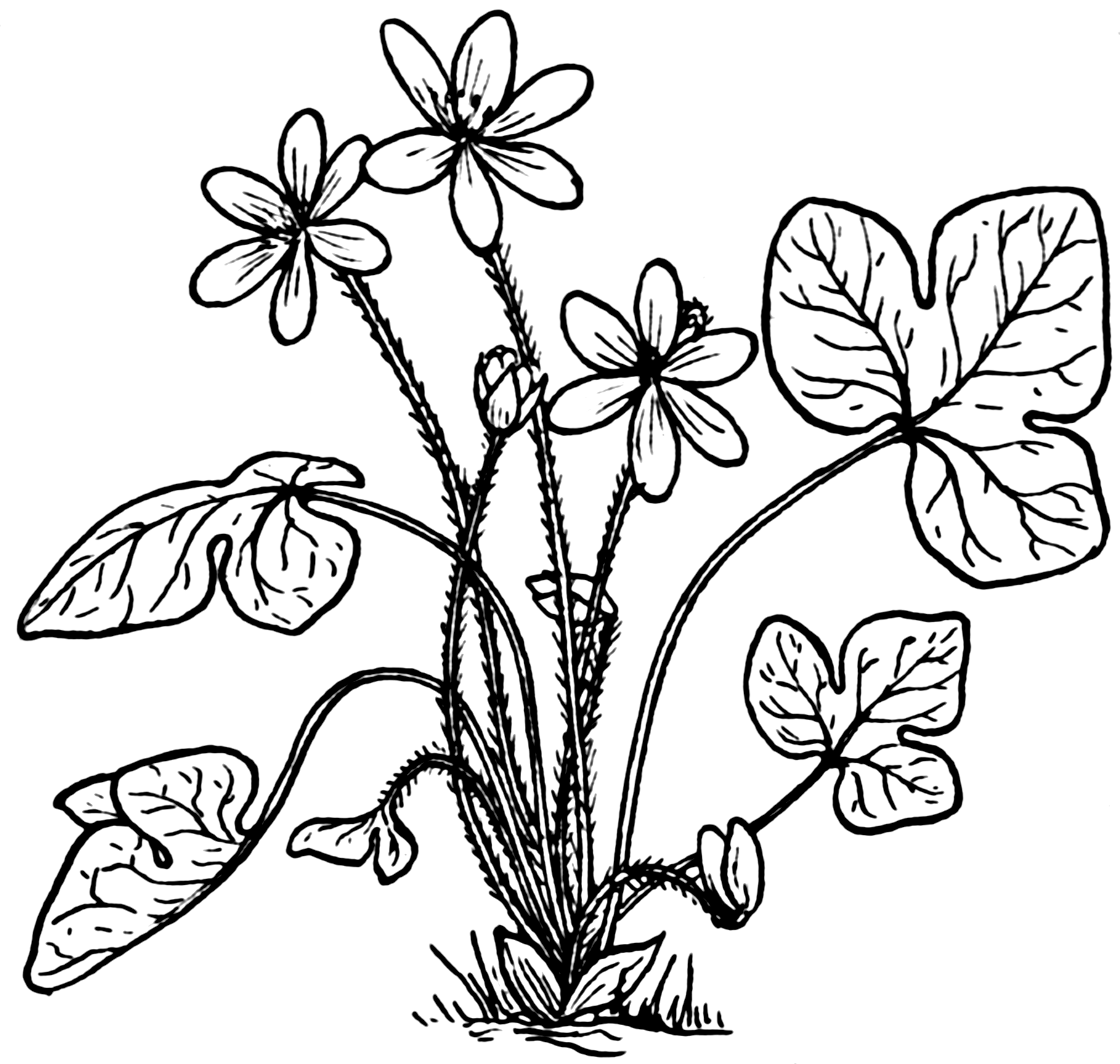
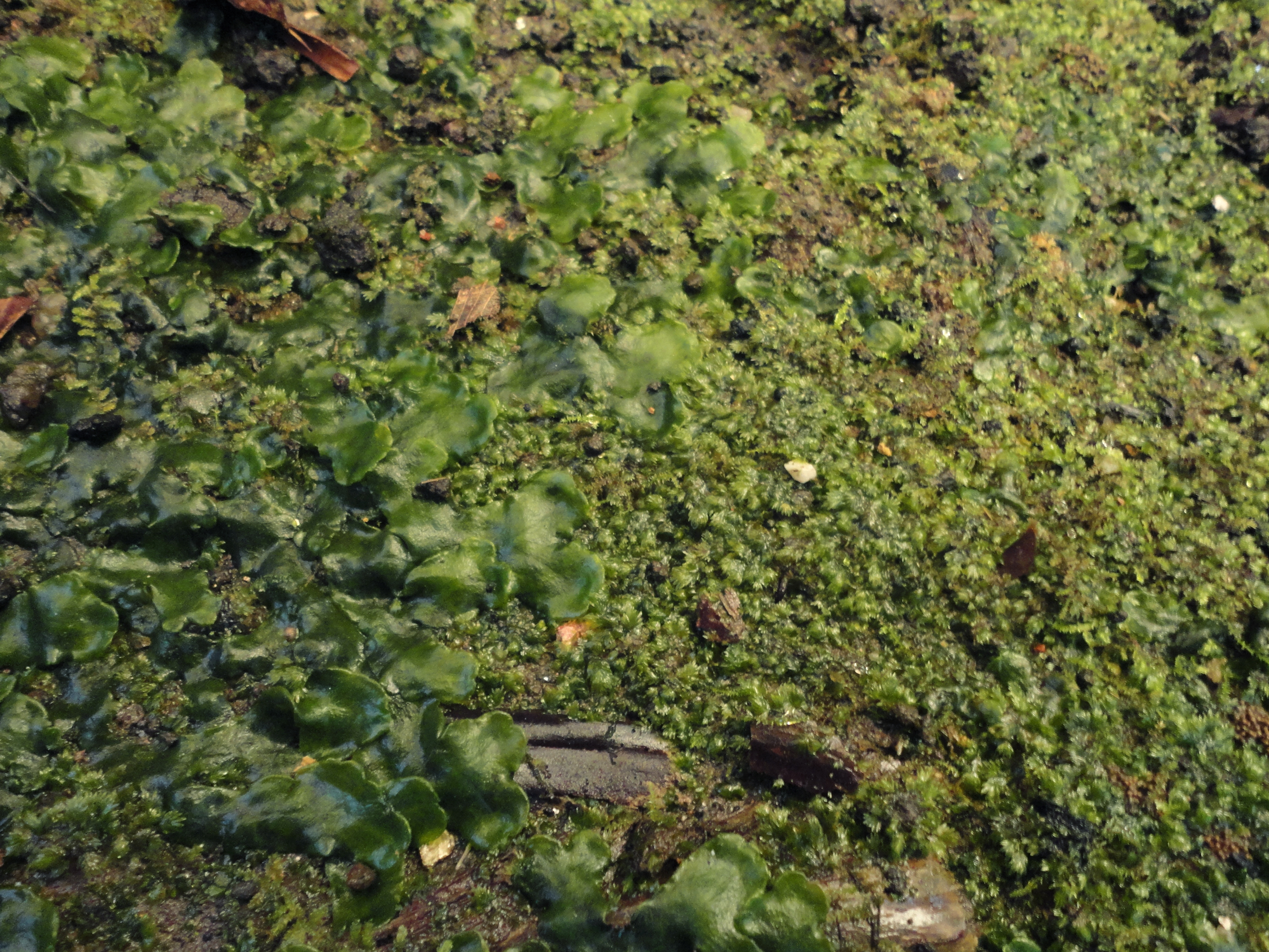
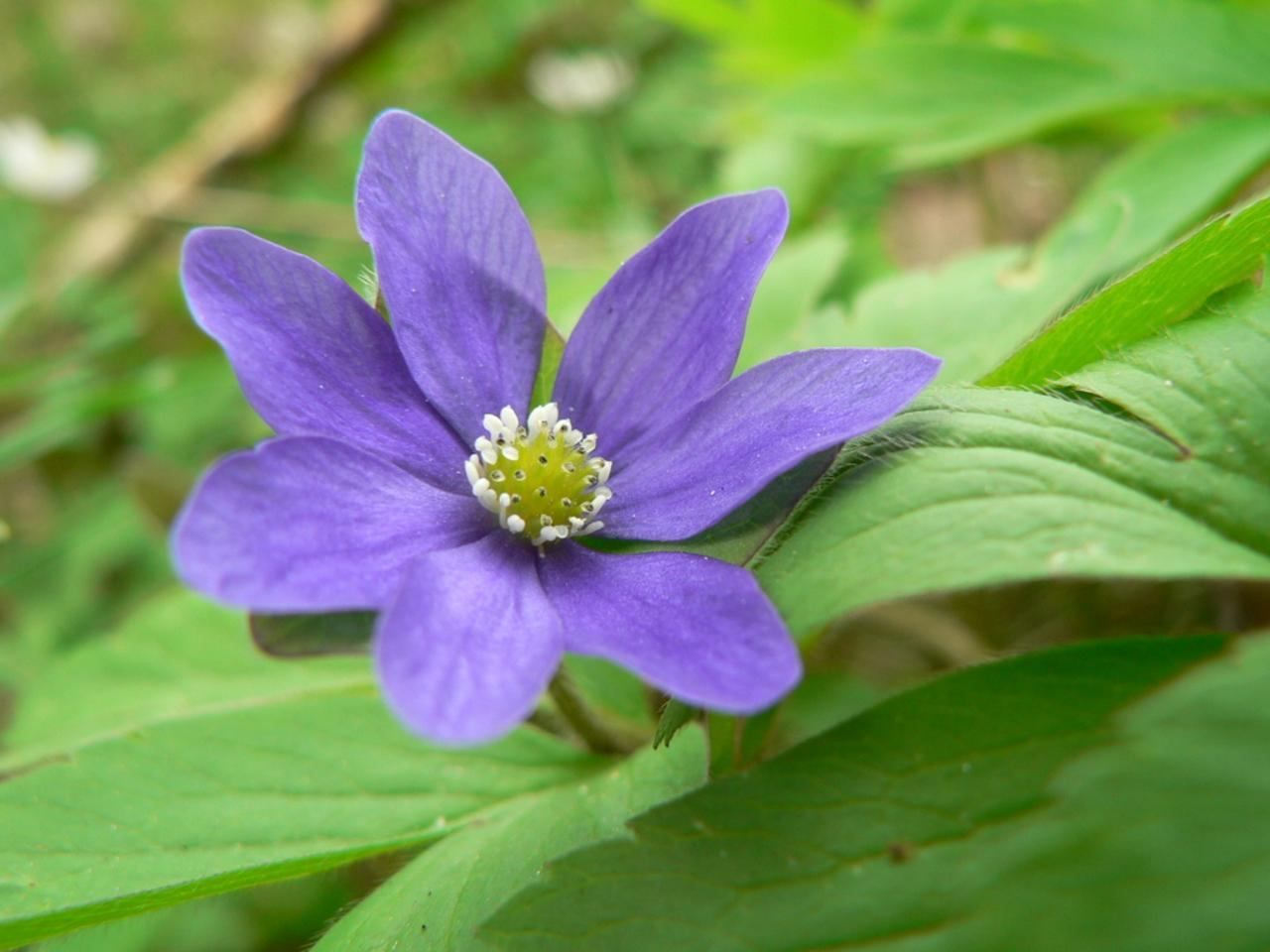